# Bobovišća
Bobovišća falu Horvátországban, Split-Dalmácia megyében. Közigazgatásilag Milnához tartozik.

## Fekvése
Splittől 18 km-re délre, községközpontjától, 3 km-re északkeletre, a supetari kompkikötőtől 15 km-re délnyugatra az Adrián fekvő Brač szigeten, a sziget nyugati partja közelében fekszik. A település alatti öbölben található Bobovišća na Moru település.

## Története
Bobovišća területe már az ókorban lakott volt, ezt igazolja a Vičja luka-öbölben levő régészeti lelőhelyen talált ókori temető, mely a közeli Rat történelem előtti vára alatti település temetője lehetett. A térség első ismert népe az illírek egyik törzse a dalmátok voltak, akik a magaslatokon épített, jól védhető erődített településeikben laktak. A rómaiak hosszú ideig tartó harcok után csak az 1. században hódították meg ezt a vidéket. Az illírek elleni 9-ben aratott végső győzelem után békésebb idők következtek. A római kornak nem maradtak nyomai a településen. A horvát törzsek a 7. század végén telepedtek le itt, ezután területe a neretvánok kenézségének Paganiának a részét képezte. A területén épített legrégibb szakrális építmény a Bobovišća és Milna közötti dombon álló Szent Márton templom, mely a 14. században már biztosan állt. A település benépesülése azonban csak a 17. század első felére tehető, amikor a török hódítások következtében a szárazföldről is egyre többen menekültek a szigetekre. Plébániatemplomát a század közepén 1656-ban kezdték építeni és építése 1696-ra fejeződött be. Bobovišća a különválásért folytatott hosszú harc után 1687-ben kezdett elszakadni a milnai plébániától, amikor önálló káplánt kapott. A korabeli összeírások szerint 1674-ben 220, 1681-ben 240, 1705-ben 260, 1718-ban már mintegy 300 lakosa volt. 1750-ben a településnek végre önálló plébániája lett. Az öböl melletti település a mai Bobovišća na Moru, lényegében Bobovišća kialakulásával egy időben jött létre, melynek kikötője volt. Első jelentősebb épülete a Marinčević-Gligo család várkastélya volt, amely ma is áll. Ezután egymás után épültek a település házai az öböl jobb és bal partján, köztük a Nazor család udvarháza A velencei uralomnak 1797-ben vége szakadt és osztrák csapatok vonultak be Dalmáciába. 1806-ban a sziget az osztrákokat legyőző franciák uralma alá került. Bobovišćán 1845-ben alapították meg az első egyosztályos fiúiskolát. 1880-tól már vegyes fiú-lány iskola működött a településen. Ettől az évtől vezették be a horvát tannyelvű oktatást is. 1903-ban felépült az új iskolaépület, mely lehetővé tette a második osztály indítását. A településnek 1857-ben 424, 1910-ben 433 lakosa volt. 1918-ban az új szerb-horvát-szlovén állam, majd később Jugoszlávia része lett. A második világháború idején a Független Horvát Állam része volt. A háború után a szocialista Jugoszláviához tartozott. A település 1991 óta a független Horvátország része. 2011-ben 65 állandó lakosa volt.

## Népesség
| Lakosság változása | Lakosság változása | Lakosság változása | Lakosság változása | Lakosság változása | Lakosság változása | Lakosság változása | Lakosság változása | Lakosság változása | Lakosság változása | Lakosság változása | Lakosság változása | Lakosság változása | Lakosság változása | Lakosság változása | Lakosság változása |
| ------------------ | ------------------ | ------------------ | ------------------ | ------------------ | ------------------ | ------------------ | ------------------ | ------------------ | ------------------ | ------------------ | ------------------ | ------------------ | ------------------ | ------------------ | ------------------ |
| 1857               | 1869               | 1880               | 1890               | 1900               | 1910               | 1921               | 1931               | 1948               | 1953               | 1961               | 1971               | 1981               | 1991               | 2001               | 2011               |
| 424                | 1.561              | 498                | 617                | 625                | 433                | 0                  | 244                | 166                | 137                | 102                | 75                 | 52                 | 62                 | 71                 | 65                 |

## Nevezetességei
- Szent György tiszteletére szentelt plébániatemplomát[5] 1914-ben építették a 17. századi barokk templom helyén. Egyhajós, síkmennyezetes, kereszthajós épület ötszögletű szentéllyel, klasszicista, neopalladianista stílusban. Kőből épített késő barokk, piramisban végződő harangtornya magában foglalja az új templom szentélyét és kereszthajóját.
- A Szent Márton templomot[6] a Bobovišća és Milna közötti dombon egy olyan stratégiai ponton építették, ahonnan a Spliti kaputól a Hvarig és Visig terjedő teljes tengerrész belátható. Egyhajós épület félköríves apszissal. Arányaiban és formájában az érett kora román stílusát mutatja. Egyszerű kőhomlokzata tetején a falazott harangtoronnyal és a háromszögű oromzattal a 14. században készült. Az oltár feletti reneszánsz kő dombormű Niccolo Fiorentino toszkániai születésű reneszánsz szobrászművész munkája Szent Mártont lovon a koldussal ábrázolja.
- A Gligo család barokk várkastélya[7] a Bobovišća-öböl árnyékos oldalán található. A három épületszárnyból álló épület egy négyszögletes udvart fog közre a tenger felé védőfallal. Keleten áll egy négyszögletes emeletes épületrész földszintjén puskalőrésekkel. A várkastély legrégibb része a déli oldal védelmi célokat szolgáló elemekkel. A várkastély a 17. század végén feltűnő Marinčević-Gligo családé volt.
- A település nyugati oldalán egy tágas kert közepén áll Cerinić-Gligo-ház.[8] Monumentális kétemeletes épület nyugati homlokzatán konzolokon nyugvó kő erkéllyel. A házban őrzik Martin Cerinić brači amatőr szobrászművész fából faragott szobrait. A 19. századi épület a főúri lakóépületek kiemelkedő példája.
- A Glava nevű domb lábánál, a Ložišće felé vezető út mellett található a Nazor-udvarház.[9] Az épületet magas falak övezik, melyeken hatalmas íves kapu vezet át, melynek zárókövébe az 1817-es évszámot vésték. Egyemeletes épület magas tetőzettel. Ez volt a Nazor család első udvarháza a Poljicáról történt áttelepülés után.
- Vladimir Nazor költő háza[10] a kikötő északi oldalán található. A 19. század elején épített házat 1933 és 1937 között átépítették. Ekkor nyerte el mai formáját. Belső berendezése ma is eredeti bútorokkal,.könyvekkel, fényképekkel büszkélkedik. A neves költő itt töltötte gyermekkorának egy részét, ezért a háznak irodalomtörténeti jelentősége van.
- A település feletti Kargadur-dombon található három antik oszlopból álló emlékművet Vladimir Nazor emeltette három nővérének az emlékére.
- A Vičja luka-öböl feletti sziklás magaslaton találhatók Rat ókori várának maradványai. Egykor a Brač és Šolta szigete közötti átjárót ellenőrizte. Szárazon rakott falainak maradványai gyűrű alakban veszik körül a hegyet. A hegy alatti öbölben előkerült leletek alapján a várat a sziget első kolóniája építette.
- A Brač-sziget nyugati részének középső részén található a Vičja luka régészeti lelőhely.[2] A sziget belsejébe mélyen benyúló öböl két részre ágazik. Az egyik a Bobovišća-öböl az azonos nevű településsel, a másik pedig a Vičja luka-öböl, amely biztos menedéket jelent a Splitska vratán átkelő hajóknak. Legjelentősebb lelete az 1908-ban földművelés közben előkerült négy sír. Az innen előkerült legjelentősebb leletek három bronz görög-itáliai típusú sisak, bronz övcsat, három karkötő, a korai la téne műveltséghez tartozó fibulák, tűk, függők, csiptetők, bronz gyűrűk, köztük egy madarat ábrázoló gyűrű, üvegpasztából készített gyöngysor, valamint számos görög és illír eredetű cseréptöredék. A lelőhelyen a spliti régészeti múzeum munkatársai 1957-ben folytatták a feltárásokat, de nem értek el nagyobb eredményeket. Végül a szakemberek arra következtettek, hogy egy ókori temető kis részét sikerült feltárni, mely a közeli Rat vára alatti településhez tartozhatott. Mivel az öböl már az ókorban ideális kikötőhely volt a hajók számára az itteni település valószínűleg fontos kereskedelmi központ lehetett.